# Oleksandr Khyzhniak
Oleksandr Oleksandrovych Khyzhniak (em ucraniano:  Олександр Олександрович Хижняк; Poltava, 3 de agosto de 1995) é um boxeador ucraniano, campeão olímpico.

## Carreira
Khyzhniak conquistou a medalha de prata nos Jogos Olímpicos de Verão de 2020, em Tóquio, após confronto com o brasileiro Hebert Conceição na final da categoria peso médio. Além disso, consagrou-se campeão na mesma categoria no Campeonato Mundial de Boxe Amador de 2017 e nos Jogos Europeus de 2019.